# بخش مانتوا (شهرستان پورتاژ، اوهایو)
بخش مانتوا (به انگلیسی: Mantua Township) یک منطقهٔ مسکونی در ایالات متحده آمریکا است که در شهرستان پورتیج، اوهایو واقع شده‌است.
 بخش مانتوا ۶۸٫۸ کیلومتر مربع مساحت و ۴٬۸۱۱ نفر جمعیت دارد و ۳۵۸ متر بالاتر از سطح دریا واقع شده‌است.